# Orthostolus expers
Orthostolus expers är en skalbaggsart som först beskrevs av Blackburn 1885.  Orthostolus expers ingår i släktet Orthostolus och familjen glansbaggar. Inga underarter finns listade i Catalogue of Life.